# Ostaszewo (Poméranie)
Pour les articles homonymes, voir Ostaszewo.
Ostaszewo est une localité polonaise, siège de la gmina rurale d'Ostaszewo située dans le powiat de Nowy Dwór Gdański en voïvodie de Poméranie. Elle se trouve à environ 12 km à l'ouest de Nowy Dwór Gdański et à 27 km au sud-est de la capitale régionale Gdańsk.

## Géographie

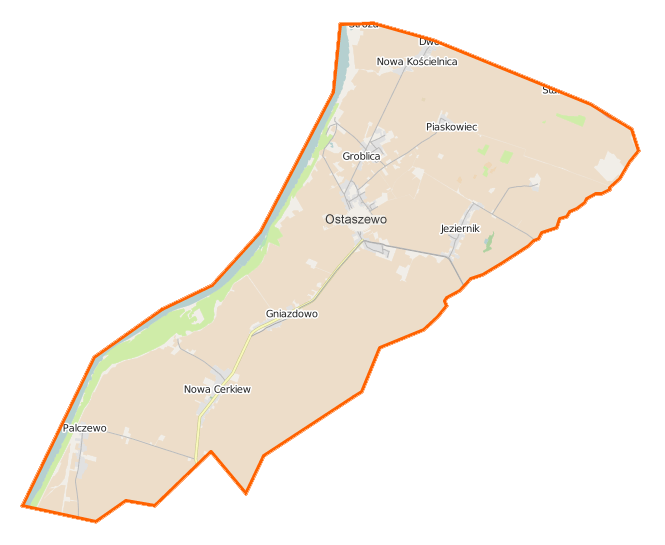
Carte de la gmina d'Ostaszewo.